# Relaciones Perú-Reino Unido
Las Relaciones Perú-Reino Unido (en inglés: Peru-United Kingdom relations) se refieren a las relaciones entre la República del Perú y el Reino Unido de Gran Bretaña e Irlanda del Norte.
Reino Unido representa el 0,4% de la emigración internacional de peruanos al 2013. Asimismo, los británicos representa el 1.4%  inmigrantes en el Perú entre 1994 – 2012.

## Historia
El Perú y el Reino Unido iniciaron sus relaciones diplomáticas en 1823 con el nombramiento de Charles Thomas Rowcroft como Cónsul General en Perú.
En la década de 1830, la mitad de las importaciones de Perú procedían de Reino Unido. A lo largo de la etapa republicana, el Perú contó con la presencia de destacadas instituciones comerciales inglesas; entre ellas la Compañía Peruana de Ferrocarriles, la Pacific Steam Navigation Company, la W. R. Grace and Company y la Anthony Gibbs & Sons.
En el 2022 se anunció la eliminación de visa desde el 9 de noviembre para estancias cortas a los peruanos que viajen al Reino Unido.

## Comercio

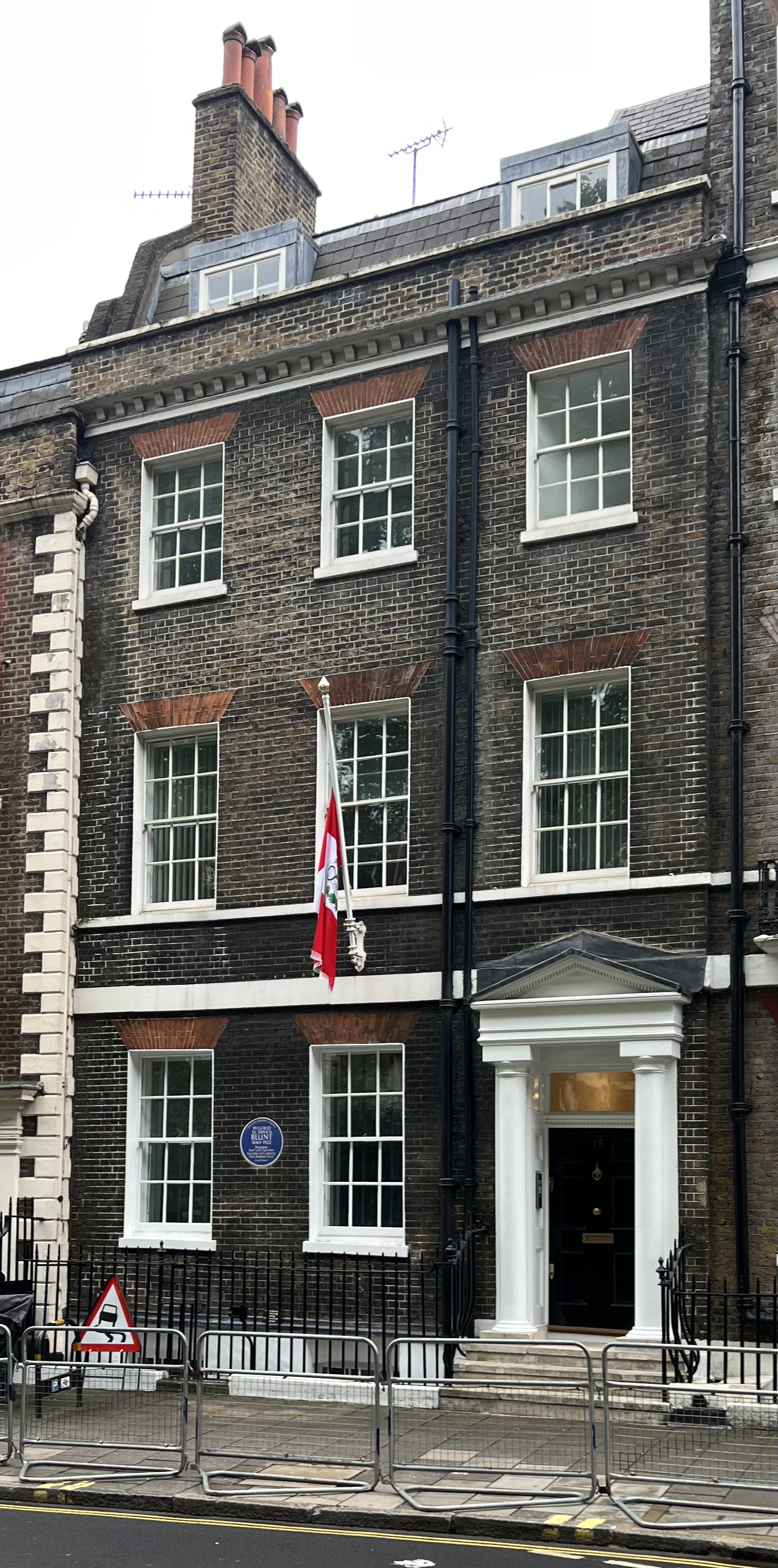
Embajada del Perú en Londres

Reino Unido y Perú tiene un acuerdo comercial por medio del Tratado de Libre Comercio entre Perú y la Unión Europea. El acuerdo entró en vigor el 1 de marzo de 2013. El 15 de mayo de 2019, Perú junto a Ecuador y Colombia firmó un acuerdo comercial con el Reino Unido en la ciudad de Quito, que tiene como base el suscrito con la Unión Europea.

## Misiones diplomáticas residentes
- Perú tiene una embajada en Londres.[6]
- Reino Unido tiene una embajada en Lima.[7]